# Milladore
Milladore és una població dels Estats Units a l'estat de Wisconsin. Segons el cens del 2000 tenia 268 habitants.

## Demografia
Segons el cens del 2000, Milladore tenia 268 habitants, 102 habitatges, i 70 famílies. La densitat de població era de 103,5 habitants per km².
Dels 102 habitatges en un 29,4% hi vivien nens de menys de 18 anys, en un 56,9% hi vivien parelles casades, en un 6,9% dones solteres, i en un 30,4% no eren unitats familiars. En el 23,5% dels habitatges hi vivien persones soles l'11,8% de les quals corresponia a persones de 65 anys o més que vivien soles. El nombre mitjà de persones vivint en cada habitatge era de 2,63 i el nombre mitjà de persones que vivien en cada família era de 3,13.
Per edats la població es repartia de la següent manera: un 22,8% tenia menys de 18 anys, un 14,2% entre 18 i 24, un 27,2% entre 25 i 44, un 19,4% de 45 a 60 i un 16,4% 65 anys o més.
L'edat mediana era de 36 anys. Per cada 100 dones de 18 o més anys hi havia 113,4 homes.
La renda mediana per habitatge era de 46.458 $ i la renda mediana per família de 56.500 $. Els homes tenien una renda mediana de 34.750 $ mentre que les dones 16.786 $. La renda per capita de la població era de 19.235 $. Aproximadament l'1,5% de les famílies i el 4,1% de la població estaven per davall del llindar de pobresa.

## Poblacions més properes
El següent diagrama mostra les poblacions més properes.